# Coracha

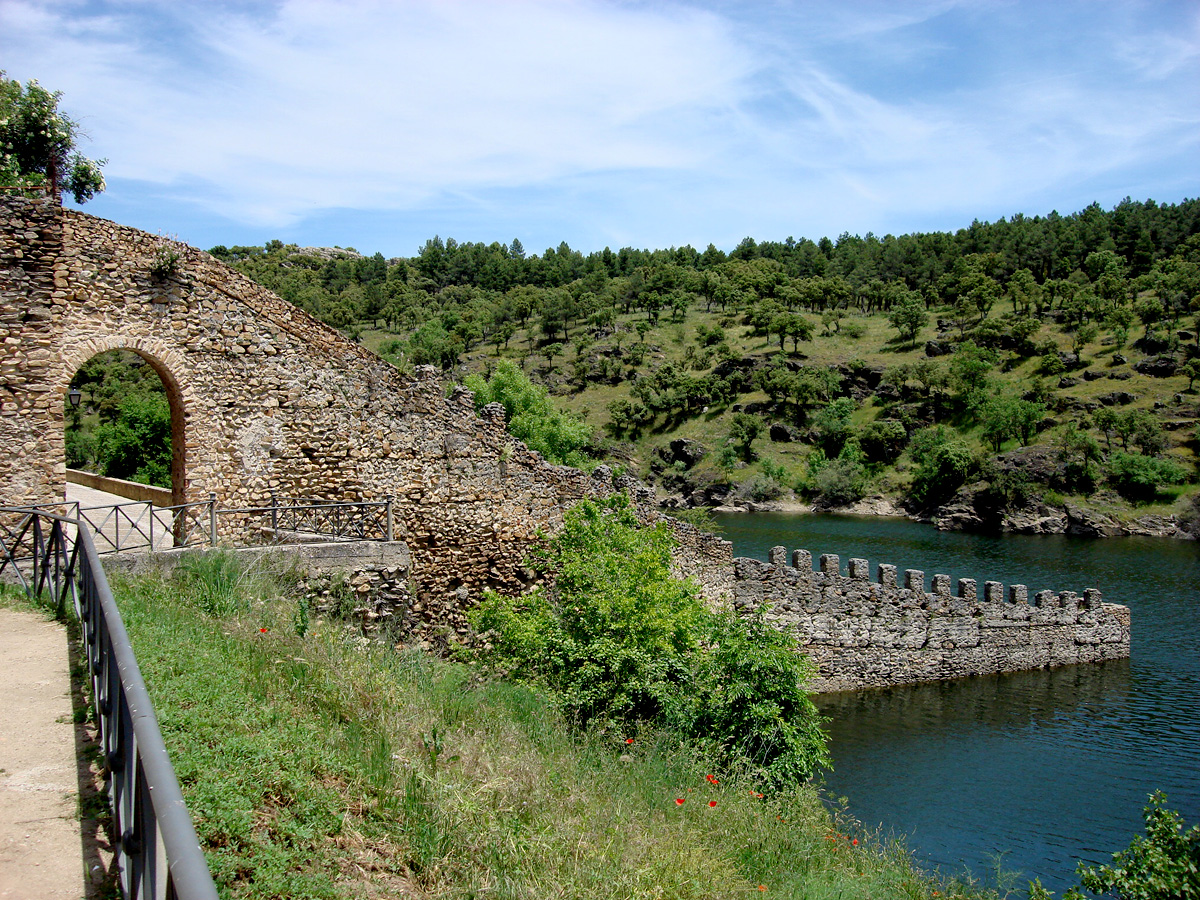
Vista de la coracha de la Muralla de Buitrago del Lozoya.

Una coracha es un lienzo de muralla que protege la comunicación entre una fortaleza y un punto concreto que no está lejos de dicha fortificación. Lo más común es que se utilice para proteger el acceso al lugar de suministro de agua cuando este se encuentra fuera del recinto fortificado. La coracha suele terminar en una "torre del agua" que protege en su interior el pozo o la fuente de abastecimiento. A veces su adarve puede tener doble pretil, pues puede ser atacada por ambos flancos.

## Etimología
Por ser un elemento defensivo que sólo existe en la península ibérica, no existen los correspondientes topónimos en los demás idiomas europeos (salvo en el idioma portugués, couraça y en el idioma catalán, cuirassa). Deriva del latín coriacea, que significa cuero, al igual que la palabra coraza.